# Quercus saltillensis
Quercus saltillensis — вид рослин з родини букових (Fagaceae); ендемік півночі Східної Сьєрра-Мадре і прилеглих гір — Мексика.

## Опис
Це повільно листопадний кущ або дерево заввишки 1–5 метрів, рідко до 12 метрів. Кора борозниста, темна. Гілочки стрункі, зірчасте сірувате стійке запушення зберігається два роки. Листки ланцетоподібні, еліптичні або довгасті, рідко зворотно-ланцетоподібні, тонкі, гнучкі, 2–5 × 1–1.8 см; верхівка гостра, з щетинками, рідко округла; основа округла або серцеподібна; край трохи згорнутий або плоский, цілий або з 1 або 2 зубцями з кінчиком щетини біля верхівки; верх блискучий темно-зелений, іноді зі зірчастими волосками, ±гладкий; низ блідіший, ±гладкий, вовнистий білуватими зірчастими трихомами, що влітку стають рідшими; ніжка листка гола або як низ листка, завдовжки 2.5–8 мм. Чоловічі суцвіття 4–5 см; жіночі суцвіття 5–15 мм, 1–2-квіткові. Жолуді однорічні й дозрівають у вересні, поодинокі або до 3, сидячі або на короткій ніжці, довгасті й завдовжки 5–15 мм; чашечка в діаметрі 1 см, охоплює 1/2 горіха.

## Поширення й екологія
Ендемік у північно-східній Мексиці, у Східній Сьєрра-Мадре і прилеглих горах (штати Коауїла, Нуево-Леон, Тамауліпас, Сакатекас).
Зростає на високих схилах у сосново-дубових та дубових лісах, а також на переході між сосново-дубовим та оямелевим лісом; росте на висотах 1900–2400 м.

## Загрози
Постійні антропогенні порушення: сільське господарство й випас худоби, збільшення експансії міста Монтеррей.